# Aérodrome de Baker Lake
L'aérodrome de Baker Lake (code IATA : YBK • code OACI : CYBK) est situé au sud-ouest de Qamani’tuaq (ou Baker Lake) au Nunavut (Canada). Il est exploité par le gouvernement du Nunavut.

## Compagnies et destinations
| Compagnies | Destinations |
| ---------- | ------------ |
| Calm Air   | Rankin Inlet |

Édité le 13/04/2025

## Annexe